# ヴィルゲス
ヴィルゲス (独: Wirges)はドイツ連邦共和国 ラインラント＝プファルツ州ヴェスターヴァルト郡にある市。

## 地理
モンタバウアの北西約5km、コブレンツの北東20kmに位置している。都市権を1975年に獲得している。
ヴィルゲス連合自治体 (独: Verbandsgemeinde Wirges) の行政庁所在地である。

## 姉妹都市
- モンシャナン(Montchanin), （フランス, ソーヌ＝エ＝ロワール県）
- サモボル(Samobor)  （クロアチア）